# 무아얭샤리주

무아얭샤리주

무아얭샤리주(프랑스어: Région du Moyen-Chari, 아랍어: منطقة شاري الأوسط)는 차드 남부에 위치한 주로, 주도는 사르이며 3개 현(바르코현, 그랑시도현, 라크이로현)을 관할한다. 농업과 목축업이 발달했으며 주로 목화와 사탕수수를 재배한다.